# Беловолжка Чувашская
Белово́лжка Чува́шская (тат. Чуаш Аксуы) — деревня в Буинском районе Республики Татарстан, в составе Верхнелащинского сельского поселения.

## Этимология названия
Топоним произошёл от этнонима «чуаш» (чуваш), татарских слов «ак» (белый) и «су» (вода).

## География
Деревня находится на границе с Чувашской Республикой, на реке Лащи, в 19 километрах к северо-западу от города Буинск.

## История
Деревня основана в XIX веке.
До 1860-х годов жители относились к категории удельных крестьян. Занимались земледелием, разведением скота, плотничным промыслом.
В начале XX века земельный надел сельской общины составлял 95,2 десятины
До 1920 года деревня входила в Рунгинскую волость Буинского уезда Симбирской губернии. С 1920 года в составе Буинского кантона ТАССР. С 10 августа 1930 года в Буинском районе.

## Население
| 1859 | 1910  | 1920  | 1926  | 1938  | 1949  | 1958  | 1970  | 1979  | 1989  | 2000  |
| ---- | ----- | ----- | ----- | ----- | ----- | ----- | ----- | ----- | ----- | ----- |
| 253  | 295 ↗ | 333 ↗ | 295 ↘ | 294 ↘ | 258 ↘ | 300 ↗ | 344 ↗ | 351 ↗ | 136 ↘ | 239 ↗ |

## Экономика
Полеводство, мясное скотоводство.

## Социальная инфраструктура
Начальная школа, клуб, фельдшерско-акушерский пункт.

## Транспортная инфраструктура
Через село проходит автомобильная дорога регионального значения 16К-0623 (Буинск - граница с Чувашской Республикой).

## Мемориальные объекты
Обелиск "Вечная память погибшим в Великой Отечественной войне 1941 - 1945 годов".